# 윤채성
윤채성(1988년 6월 2일 ~ )은 대한민국의 배우이다.

## 이력
2009년 연극배우 첫 데뷔하였다.

## 학력
- 동국대학교

## 연기 활동

### 드라마
- 2014년 tvN 일일드라마 《가족의 비밀》 … 강찬 역
- 2016년 EBS 《레전드히어로 삼국전》 … 유기 역
- 2016년 KBS2 일일드라마 《다시, 첫사랑》 … 차태윤 역

### 영화
- 2015년 《레볼루션》 … 채성 역
- 2016년 《대배우》 … 악마의 피 연출부 막내 역
- 2017년 《원스텝》 … 편의점 이어폰 청년 역

### 뮤직비디오
- 2014년 타이니지 - ICE BABY